# Santos González

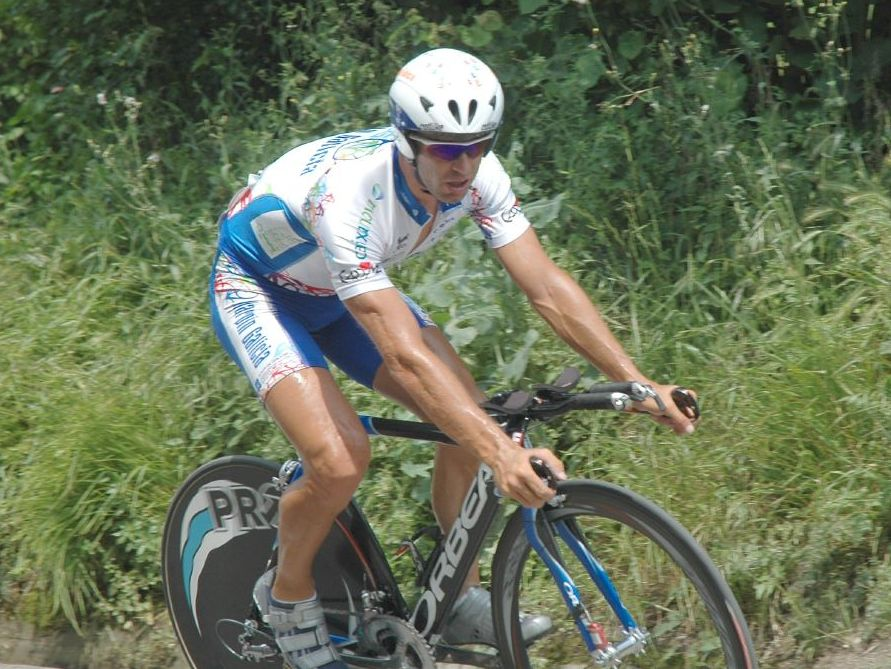
Santos González, Euskal Bizikleta 2007.

Santos González Capilla (Alicante, 17 december 1973) is een Spaans voormalig wielrenner.

## Carrière
Als tijdrijder werd hij twee keer Spaans kampioen. In 2000 won hij de afsluitende tijdrit van de Vuelta en werd 4e in de eindrangschikking.
In de Vuelta van 2005 ontsloeg zijn ploeg Phonak Hearing Systems hem wegens een te hoge hematocrietwaarde tijdens een interne controle. Volgens Santos González zelf was de reden dat hij weigerde zijn bestaande contract voor 2006 te annuleren.
Rijdend voor 3 Molinos Resort werd hem in 2006 de eindzege in de Ronde van Murcia ontnomen. González ontving een waarschuwing en werd gediskwalificeerd door de Spaanse wielerbond, nadat hij positief testte op triamcinolone acetonide. Hier bleef het bij, omdat het product was opgenomen in zijn medisch dossier.

## Belangrijkste overwinningen
1999
- Spaans kampioen Individuele tijdrit op de weg, Elite

2000
- 21e etappe Ronde van Spanje
- 1e etappe Ronde van Castilië en Leon

2001
- Spaans kampioen Individuele tijdrit op de weg, Elite

## Resultaten in voornaamste wedstrijden
| Jaar | Ronde van Italië | Ronde van Frankrijk | Ronde van Spanje |
| ---- | ---------------- | ------------------- | ---------------- |
| 1996 |                  |                     | 51e              |
| 1997 |                  |                     | opgave           |
| 1998 |                  | opgave              |                  |
| 1999 | 85e              | 61e                 |                  |
| 2000 |                  |                     | 4e (1)           |
| 2001 |                  | opgave              | 66e              |
| 2002 |                  |                     | 59e              |
| 2003 |                  |                     | 11e              |
| 2004 |                  | 31e                 | opgave           |
| 2005 |                  |                     | opgave           |
| 2007 |                  |                     | 105e             |

(*) tussen haakjes aantal individuele etappe-overwinningen

## Ploegen
- 1995 - Kelme-Sureña
- 1996 - Kelme-Artiach
- 1997 - Kelme-Costa Blanca
- 1998 - Kelme-Costa Blanca
- 1999 - ONCE-Deutsche Bank
- 2000 - ONCE-Deutsche Bank
- 2001 - ONCE-Eroski
- 2002 - Acqua e Sapone-Cantina Tollo
- 2003 - Domina Vacanze-Elitron
- 2004 - Phonak Hearing Systems
- 2005 - Phonak Hearing Systems (tot 18-09)
- 2006 - 3 Molinos Resort
- 2007 - Karpin - Galicia